# 아이다 투마술레이만
아이다 투마술레이만(아랍어: عايدة توما سليمان 히브리어: עָאִידָה תּוּמָא סֻלִימָאן , Aida Touma-Suleiman, 1964년 7월 16일 ~ )은 아랍계 이스라엘인 언론인이자 정치인이다. 2015년부터 하다시 소속으로 크네세트 의원을 지내고 있다. 1964년 나사렛의 아랍계 기독교인 가정에서 태어났으며 하이파 대학교에서 심리학과 아랍어문학을 전공했다. 1992년 여성주의 단체인 폭력에 반대하는 여성(Women Against Violence)을 창립하였으며, 이스라엘 공산당 신문인 《알이티하드》(Al-Ittihad)의 편집장을 지냈다. 2015년 이스라엘 의회 선거에서 당선되어 크네세트의 네 번째 여성 아랍계 이스라엘인 의원이 되었다.